# Zur Vermählungsfeier (Bruckner)
Zur Vermählungsfeier,  WAB 54, ist ein Hochzeitslied, das von Anton Bruckner am 27. November 1878 komponiert wurde.

## Geschichte
Bruckner komponierte dieses Hochzeitslied für die Trauung seines Vermieters Anton Ölzelt Ritter von Newin mit Amalie Edler von Wieser. Das Stück sollte während der Zeremonie in der Kirche des Stifts Klosterneuburg aufgeführt werden. Die Zeremonie fand jedoch nicht statt, da der Bräutigam  Protestant war.
Das Originalmanuskript befindet sich im Archiv der Gesellschaft der Musikfreunde in Wien.  Es wurde erstmals 1910 im Jahrbuch des Stifts Klosterneuburg (Wien und Leipzig) veröffentlicht. Es wurde von  Wöss 1921 zusammen mit dem Ave Regina caelorum, WAB 8  neu herausgegeben. Es ist in Band XXIII/2, Nr. 30 der Gesamtausgabe eingeordnet.
Es ist nicht bekannt, wann das Stück zum ersten Mal aufgeführt wurde. Ein Auftritt des Hilliard Ensembles mit diesem Stück fand am 15. September 1993 während des 20. Brucknerfestes statt.

## Text
Das Werk ist die Vertonung eines Textes von Heinrich von der Mattig.
Zwei Herzen haben sich gefunden

Und durch die Ehe sich verbunden.

Gesegnet hat des Priesters Hand

Das Paar, geknüpft das Liebesband.

Hat euch vereint der Geist der Wahrheit,

Habt ihr erfasst die Pflicht der Klarheit,

Dann ist der Ehe Heiligtum

Ein himmlisches Elysium.

So möge euch fürs ganze Leben

Der Himmel Heil und Segen geben,

Auch mein Gebet ruft heute laut:

Gott segne Bräutigam und Braut!

## Musik
Das 64-Takte lange Werk in D-Dur ist für Männerchor a cappella geschrieben.

## Diskografie
Es gibt eine einzige Aufnahme von Zur Vermählungsfeier:
- Thomas Kerbl, Chorvereinigung Bruckner 12, Weltliche Männerchöre – CD: LIVA 054, 2012 – gesungen von einem Männer-Vokalquartett